# Mulyajaya (Banjarwangi)
Mulyajaya is een bestuurslaag in het regentschap Garut van de provincie West-Java, Indonesië. Mulyajaya telt 4287 inwoners (volkstelling 2010).